# Seznam památných stromů v okrese Pardubice
Toto je seznam památných stromů v okrese Pardubice, v němž jsou uvedeny památné stromy na území okresu Pardubice.
| Název                                                       | Obrázek | Umístění                                            | Druh                                    | Obvod [v cm] | Kód wikidata     | Galerie                                                                       | Poznámka |
| ----------------------------------------------------------- | ------- | --------------------------------------------------- | --------------------------------------- | ------------ | ---------------- | ----------------------------------------------------------------------------- | --- |
| Skupina 18 ks lip malolistých †                             |         | Bělečko                                             | lípa malolistá (18)                     | 0            | 104901           |                                                                               | 18 památných lip se nachází v obci na návsi. |
| Topol černý                                                 |         | Dříteč 50°6′58″ s. š., 15°48′3″ v. d.               | topol černý                             | 535          | 101463 Q26787033 |                                                                               | 35metrový památný topol roste na severním konci labského ramene (PP Tůň u Hrobic) na pravém břehu Labe.                                                                      |
| Lípa velkolistá                                             |         | Dubany 49°59′33″ s. š., 15°43′34″ v. d.             | lípa velkolistá (2)                     | 0            | 101458 Q26779795 |                                                                               | Dvě památné lípy rostou v obci na křižovatce u pomníčku z r. 1829. |
| Lípa velkolistá                                             |         | Dubany 49°59′32″ s. š., 15°43′28″ v. d.             | lípa velkolistá                         | 365          | 101459 Q26787029 |                                                                               | Památná lípa stojí v obci u hřiště. |
| Dub letní                                                   |         | Holice 50°3′58″ s. š., 15°59′9″ v. d.               | dub letní                               | 289          | 105585 Q26790159 |                                                                               | 17 metrů vysoký památný dub se nachází v Holicích v ulici Pardubická. |
| Jírovec maďal                                               |         | Holice 50°4′7″ s. š., 15°59′13″ v. d.               | jírovec maďal                           | 275          | 104942 Q26789556 |                                                                               | 16,5 metrů vysoký jírovec maďal se nachází na travnaté ploše u autobusového nádraží.                                                                                         |
| Lípa srdčitá                                                |         | Holice 50°4′8″ s. š., 15°59′7″ v. d.                | lípa malolistá                          | 330          | 104941 Q26789555 |                                                                               | 19metrová památná lípa stojí u silnice pod kostelem sv. Martina. |
| Dub letní                                                   |         | Choltice 49°59′6″ s. š., 15°36′44″ v. d.            | dub letní                               | 855          | 101465 Q26787035 |                                                                               | 23metrový památný dub roste v obci za školou v lesním porostu asi 100 m od sportovního areálu.                                                                               |
| Dub letní                                                   |         | Choltice 49°59′5″ s. š., 15°37′16″ v. d.            | dub letní                               | 675          | 101466 Q26787036 |                                                                               | 25metrový památný dub stojí v lesním porostu asi 500 m jihovýchodně od zámku.                                                                                                |
| Topol černý                                                 |         | Klenovka 50°1′9″ s. š., 15°36′39″ v. d.             | topol černý                             | 490          | 105725 Q26790263 |                                                                               | Památný topol se nachází na hrázi Březinského rybníka mezi obcemi Klenovka, Valy nad Labem a Veselí.                                                                         |
| Dub letní                                                   |         | Lány na Důlku 50°2′19″ s. š., 15°40′41″ v. d.       | dub letní                               | 425          | 104908 Q26789539 | Kategorie „Památný dub (Lány na Důlku)“ na Wikimedia Commons                  | 23metrový památný dub se nachází na travnaté ploše před bytovým domem čp. 92 v obci.                                                                                         |
| Katastrální dub                                             |         | Lázně Bohdaneč 50°4′39″ s. š., 15°43′2″ v. d.       | dub letní                               | 635          | 101469 Q12028907 |                                                                               | 26metrový památný dub stojí na západním okraji intravilánu osady Hrádek u křižovatky polních cest.                                                                           |
| Stromořadí 41 ks dubů                                       |         | Lázně Bohdaneč 50°4′38″ s. š., 15°42′51″ v. d.      | dub letní (41)                          | 0            | 105411 Q26790980 |                                                                               | 41 památných dubů se nachází na hrázi bývalého rybníka na západním okraji osady Hrádek.                                                                                      |
| Dub letní                                                   |         | Litětiny 50°1′20″ s. š., 16°2′14″ v. d.             | dub letní                               | 405          | 105000 Q26789608 | Kategorie „Památný dub u Litětin“ na Wikimedia Commons                        | Památný dub stojí vlevo od silnice mezi Litětinami a Vysokou u Holic, asi v polovině cesty.                                                                                  |
| Javor babyka                                                |         | Mikulovice 49°59′23″ s. š., 15°46′28″ v. d.         | javor babyka                            | 245          | 105626 Q26790196 | Kategorie „Památná babyka v Mikulovicích“ na Wikimedia Commons                | Památný javor s výškou 20 metrů a obvodem 245 cm se nachází v katastru obce Mikulovice.                                                                                      |
| 3 ks stromů Dub letní                                       |         | Opatovice nad Labem 50°9′25″ s. š., 15°48′5″ v. d.  | dub letní (3)                           | 0            | 104906 Q26779793 | Kategorie „Duby u soutoku“ na Wikimedia Commons                               | 3 památné duby stojí na louce vpravo od soutoku Opatovického kanálu a Mlýnského potoka; obvod kmenů 380–420; výška 22–25 m.                                                  |
| 3 ks stromů Dub letní                                       |         | Opatovice nad Labem 50°9′1″ s. š., 15°48′10″ v. d.  | dub letní (3)                           | 0            | 104902 Q26779789 |                                                                               | 3 památné duby rostou v poli mezi Mlýnským potokem a Labem, západně od Opatovic nad Labem; obvod kmenů 320–450 cm; výška 20–25 m.                                            |
| 4 ks stromů Dub letní                                       |         | Opatovice nad Labem 50°8′59″ s. š., 15°48′10″ v. d. | dub letní (4)                           | 0            | 104903 Q26779791 |                                                                               | 4 památné duby se nachází v poli mezi Mlýnským potokem a Labem, západně od Opatovic nad Labem; obvod kmenů 350–510 cm; výška 22–25 m.                                        |
| Dub letní                                                   |         | Opatovice nad Labem 50°9′25″ s. š., 15°48′6″ v. d.  | dub letní                               | 410          | 104905 Q26789537 | Kategorie „Dub u Opatovického kanálu“ na Wikimedia Commons                    | 25metrový památný dub roste jižně od Opatovického kanálu v blízkosti vvn. |
| Lípa velkolistá                                             |         | Opatovice nad Labem 50°9′0″ s. š., 15°47′38″ v. d.  | lípa velkolistá                         | 215          | 104911 Q26789542 |                                                                               | 18metrová památná lípa se nachází vpravo u silnice ve směru od křižovatky u čerpací stanice ke kostelu v obci.                                                               |
| Stromořadí 19 ks lip v Opatovicích nad Labem                |         | Opatovice nad Labem 50°9′28″ s. š., 15°48′6″ v. d.  | lípa velkolistá (5) lípa malolistá (14) | 0            | 105625 Q26790890 | Kategorie „Stromořadí 19 ks lip v Opatovicích nad Labem“ na Wikimedia Commons | 19 památných lip roste po pravé straně komunikace ve směru Opatovice nad Labem-Vysoká nad Labem; vysazeno v r. 1924 u příležitosti návštěvy T. G. Masaryka.                  |
| Buk lesní červenolistý †                                    |         | Ostřešany 49°59′32″ s. š., 15°47′53″ v. d.          | buk lesní červenolistý                  | 570          | 105627 Q26790197 |                                                                               | Památný buk se nachází v obci za školou u bývalého statku. Ochrana stromu zrušena v roce 2018.                                                                               |
| Jinan dvoulaločný                                           |         | Ostřešany 49°59′32″ s. š., 15°48′3″ v. d.           | jinan dvoulaločný                       | 220          | 101461 Q26787031 |                                                                               | 25metrový památný jinan stojí v Bláhově ulici u č. 1. |
| Dub letní                                                   |         | Pardubice 50°1′57″ s. š., 15°47′13″ v. d.           | dub letní                               | 310          | 105587 Q26790163 |                                                                               | 15,5 metrů vysoký památný dub roste v ulici U Kamenné vily před garážemi u čp. 956.                                                                                          |
| Jasan ztepilý †                                             |         | Pardubice 50°2′7″ s. š., 15°45′4″ v. d.             | jasan ztepilý                           | 484          | 104779 Q26789389 | Kategorie „Jasan ztepilý (Pardubice)“ na Wikimedia Commons                    | Památný jasan roste v břehovém porostu mokřadu na louce nedaleko supermarketu. Ochrana zrušena 27.09.2004.                                                                   |
| Jasan u Podkovy                                             |         | Pardubice 50°2′7″ s. š., 15°45′4″ v. d.             | jasan ztepilý                           | 520          | 106499           |                                                                               | Na jihovýchodním okraji lokálního biocentra a břehového porostu slepého ramene Labe s názvem Podkova                                                                         |
| Jilm vaz                                                    |         | Pardubice 50°3′33″ s. š., 15°47′21″ v. d.           | jilm vaz                                | 315          | 101455 Q26787026 |                                                                               | Památný jilm stojí v zahrádkářské kolonii u Labe směrem za koupalištěm. |
| Památné duby u sídliště Závodu míru v Pardubicích           |         | Pardubice 50°2′23″ s. š., 15°46′ v. d.              | dub letní (34)                          | 0            | 104772 Q12043629 |                                                                               | Alej 34 památných dubů stojí podél Labe v úseku od ulice U Stadiónu po Hradeckou a od telefonní ústředny podél nábřeží Závodu míru.                                          |
| Památné jerlíny japonské na Wernerově nábřeží v Pardubicích |         | Pardubice 50°2′21″ s. š., 15°46′43″ v. d.           | jerlín japonský (4)                     | 0            | 101457 Q12043633 |                                                                               | Skupina 4 památných jerlínů roste na Wernerově nábřeží za kostelem sv. Bartoloměje.                                                                                          |
| Stromořadí 22 ks dubů letních                               |         | Pardubice 50°2′14″ s. š., 15°45′31″ v. d.           | dub letní (22)                          | 0            | 104773 Q26790885 |                                                                               | 22 památných dubů stojí v areálu mateřské školy a na travnaté ploše na sídlišti Závodu míru v Pardubicích, pravděpodobné stáří 100–200 let.                                  |
| Topol černý                                                 |         | Pardubice 50°2′28″ s. š., 15°45′49″ v. d.           | topol černý                             | 570          | 101456 Q26787028 | Kategorie „Topol černý u starého ramene v Polabinách“ na Wikimedia Commons    | 26metrový památný topol se nachází u slepého ramene Labe v Polabinách mezi sídlištěm a Labem.                                                                                |
| Lípa v Pardubičkách †                                       |         | Pardubičky                                          | lípa malolistá                          | 350          | 101454           |                                                                               | Památná lípa stála v Pardubičkách na fotbalovém hřišti. |
| Dub letní                                                   |         | Pohřebačka 50°9′37″ s. š., 15°47′27″ v. d.          | dub letní                               | 390          | 104904 Q26789536 |                                                                               | 12metrový památný dub stojí vlevo od polní cesty vedoucí k písníku, jihovýchodním směrem od železniční stanice Opatovice nad Labem.                                          |
| Dub u cesty z Přelouče do Semína                            |         | Přelouč 50°3′1″ s. š., 15°33′32″ v. d.              | dub letní                               | 440          | 101452 Q12043666 | Kategorie „Dub u cesty z Přelouče do Semína“ na Wikimedia Commons             | Památný dub se nachází v blízkosti cesty od bývalého koupaliště směrem k silnici Břehy-Semín.                                                                                |
| Dub u silnice z Přelouče do Klenovky                        |         | Přelouč 50°1′38″ s. š., 15°35′26″ v. d.             | dub letní                               | 485          | 101460 Q11832878 |                                                                               | Památný dub se nachází na okraji lesa, na levé straně silnice z Přelouče do Klenovky.                                                                                        |
| Památný dub u bývalého koupaliště v Přelouči                |         | Přelouč 50°2′53″ s. š., 15°33′35″ v. d.             | dub letní                               | 350          | 101462 Q11832835 | Kategorie „Dub u bývalého koupaliště“ na Wikimedia Commons                    | Památný dub s výškou 18 metrů roste v oploceném areálu kynologického cvičiště.                                                                                               |
| Hrušeň obecná                                               |         | Srch 50°4′57″ s. š., 15°45′55″ v. d.                | hrušeň obecná                           | 302          | 104907 Q26789538 |                                                                               | Památná hrušeň roste na soukromé zahradě za domem čp. 19 v obci. |
| Dub "Antonín"                                               |         | Staré Čívice 50°1′29″ s. š., 15°41′35″ v. d.        | dub letní                               | 540          | 101468 Q26787039 |                                                                               | Torzo památného dubu s výškou 14,5 metrů stojí severozápadně od zámečku cca 800 m ve Starých Čívicích.                                                                       |
| Dub letní ve Svítkově                                       |         | Svítkov 50°1′50″ s. š., 15°43′35″ v. d.             | dub letní                               | 350          | 104909 Q26789540 | Kategorie „Dub ve Svítkově“ na Wikimedia Commons                              | 13metrový památný dub stojí v zahradě domu čp. 75 v Žižkově ulici. |
| Javor babyka ve Svítkově                                    |         | Svítkov 50°1′53″ s. š., 15°43′31″ v. d.             | javor babyka                            | 350          | 104910 Q26789541 | Kategorie „Javor babyka ve Svítkově“ na Wikimedia Commons                     | Památný javor s výškou 11 metrů se nachází u hřiště v Přerovské ulici v zastavěné části městské části Pardubic, Svítkova.                                                    |
| Duby v Trusnově                                             |         | Trusnov 50°0′33″ s. š., 16°2′8″ v. d.               | dub letní                               | 0            | 101467 Q26787038 |                                                                               | 1 památný strom roste na hrázi rybníka Lodrant. |
| Dub u Valů †                                                |         | Valy                                                | dub letní                               | 740          | 101464           |                                                                               | 23metrové torzo se nachází v lesním porostu po pravé straně silnice Valy-Veselí, asi 80 m od železničního přejezdu; torzo vlivem povětrnostních podmínek v říjnu 2003 padlo. |
| Lípa malolistá                                              |         | Valy 50°1′49″ s. š., 15°36′56″ v. d.                | lípa malolistá                          | 320          | 105586 Q26790162 |                                                                               | Památná lípa roste u pomníčku Panny Marie na levé straně silnice ve směru Pardubice-Praha; vysazena před r. 1886.                                                            |